# Belfort van Sint-Truiden
Het Belfort van Sint-Truiden is het historische belfort van de Belgische stad Sint-Truiden. De toren maakte oorspronkelijk deel uit van de lakenhal. Tegenwoordig is het belfort onderdeel van het stadhuis van Sint-Truiden, dat er in de 18e eeuw omheen gebouwd werd.
Het onderste deel van het belfort dateert uit de 13e eeuw, de rest uit 1608. De hallen uit 1366 vormen thans een deel van de benedenverdieping van het stadhuis, waarvan de gevels in 1754-55 vernieuwd werden door de Luikse architect Étienne Fayen.
De 18e-eeuwse vertrekken op de verdieping zijn rijk gedecoreerd met stucwerk. De reliëfs in de vestibule van 1788 zijn gesigneerd door André Vivroux uit Luik. De allegorieën op de schoorsteenmantel van de raadzaal-trouwzaal zijn olieverfschilderingen van de Maastrichts-Luikse schilder Jean-Baptiste Coclers. Op de kroonlijst staan de wapens afgebeeld van de elf ambachten van Sint-Truiden.
In 2005 werd het belfort van Sint-Truiden op de werelderfgoedlijst van de UNESCO geplaatst als onderdeel van de groepsinschrijving van 56 belforten in België en Frankrijk.

## Afbeeldingen

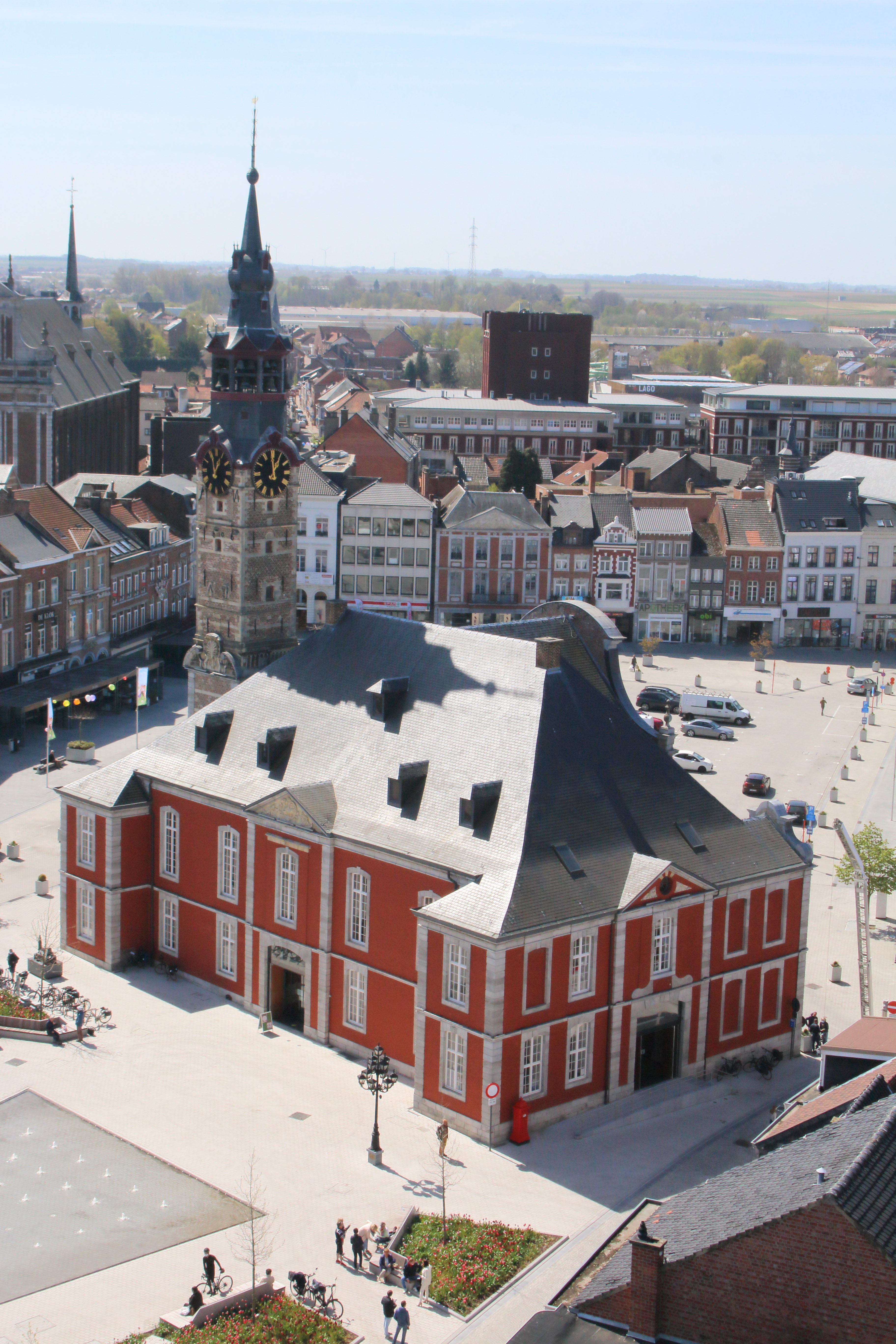
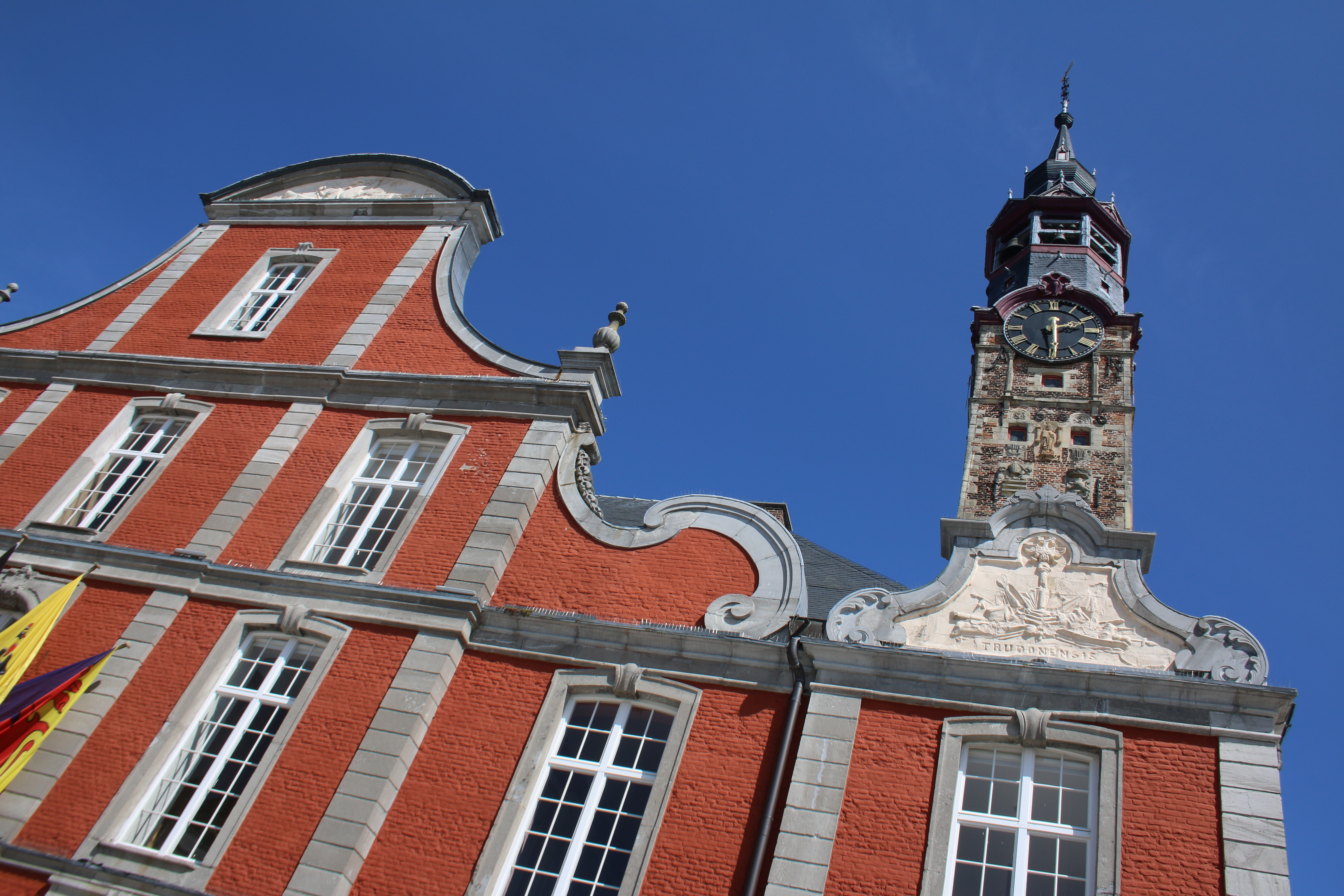
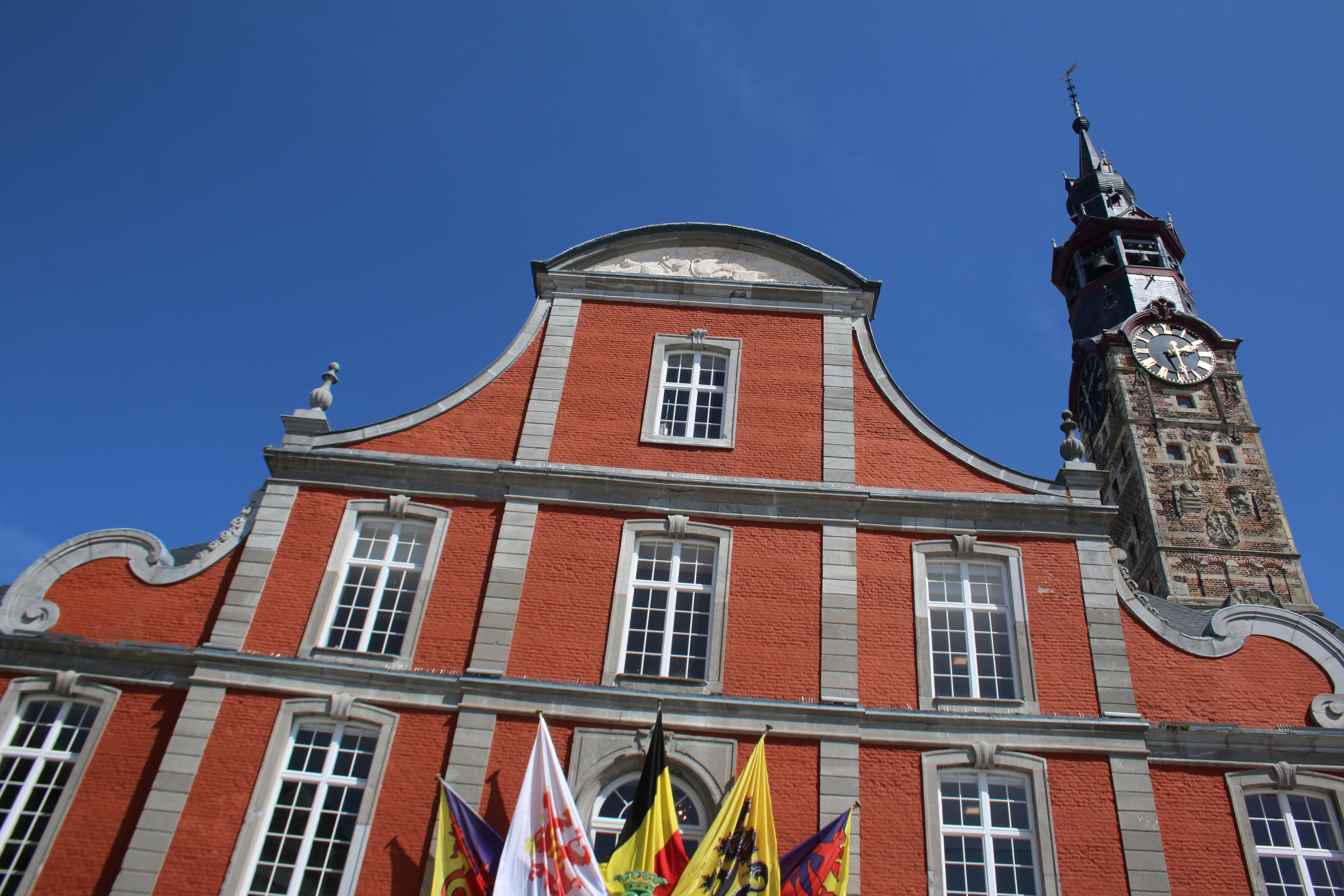
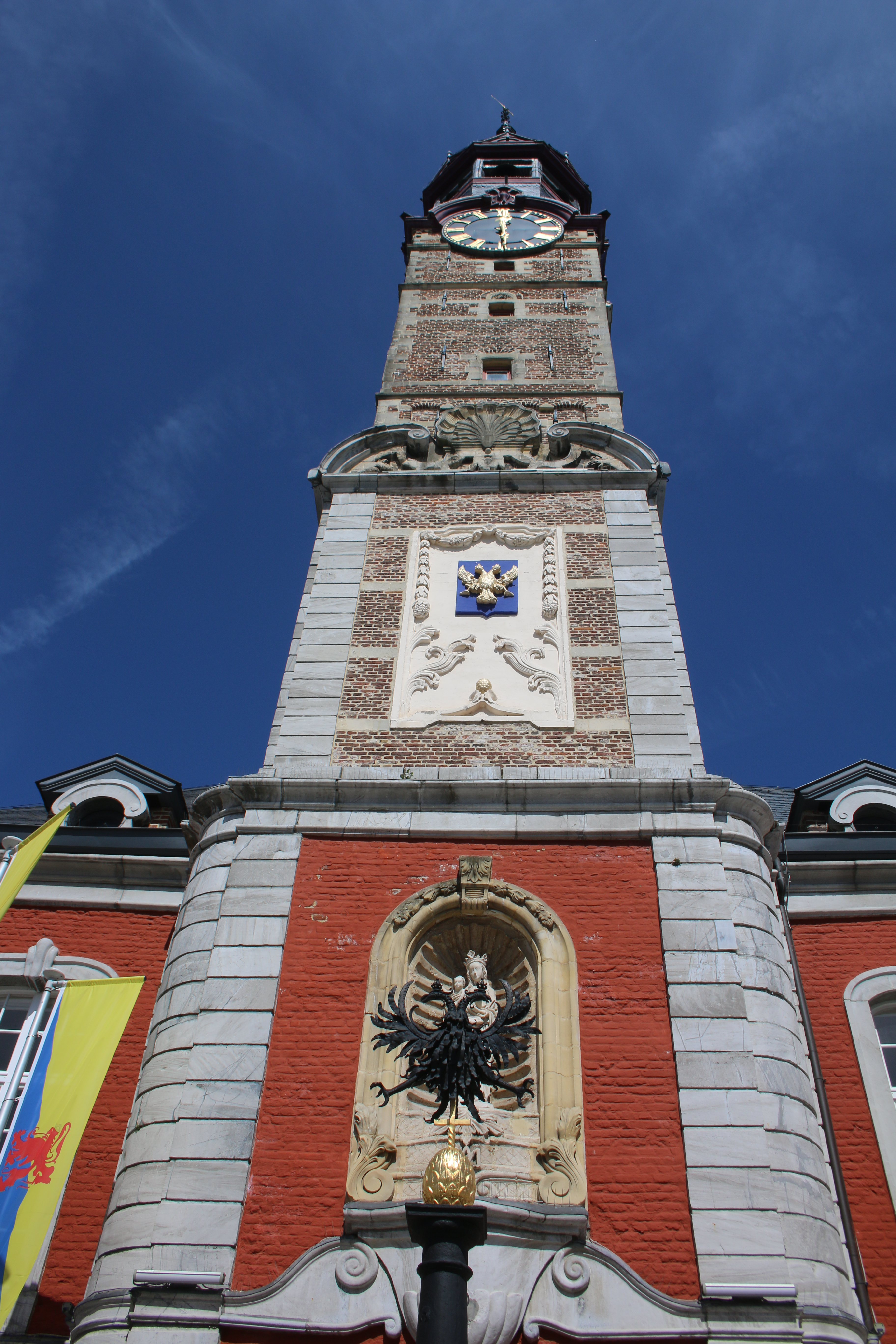
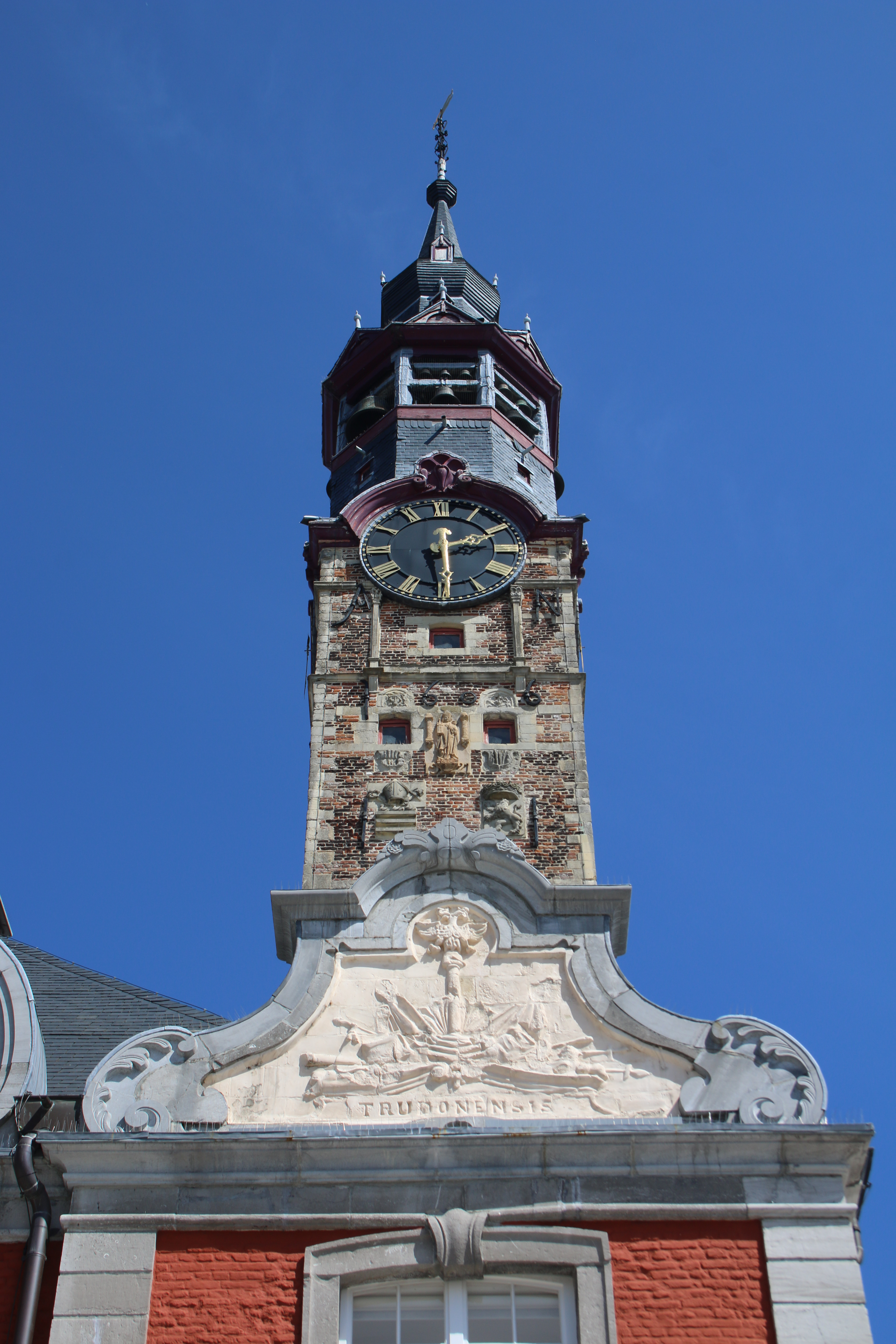